# Hydrophis viperinus
Hydrophis viperinus is een slang uit de familie koraalslangachtigen (Elapidae) en de onderfamilie zeeslangen (Hydrophiinae).

## Naam en indeling
De wetenschappelijke naam van de soort werd voor het eerst voorgesteld door Philipp Schmidt in 1852. Oorspronkelijk werd de wetenschappelijke naam Thalassophis viperina gebruikt. De slang werd eerder aan andere geslachten toegekend, zoals Disteira, Praescutata, Lapemis en Thalassophina. Het was lange tijd de enige soort uit het monotypische geslacht Praescutata, waardoor de verouderde wetenschappelijke naam in de literatuur wordt gebruikt.
De soortaanduiding viperinus betekent vrij vertaald 'adderachtig'.

## Uiterlijke kenmerken
De slang bereikt een lichaamslengte tot ongeveer 93 centimeter, het lichaam is relatief dik en de staart is zijwaarts afgeplat. De platte, korte kop is lastig te onderscheiden van het lichaam door het ontbreken van een duidelijke insnoering. De slang heeft 37 tot 50 rijen schubben in de lengte op het midden van het lichaam. De dorsale schubben hebben een hexagonale vorm en zijn gekield. Er zijn 226 tot 274 schubben aan de buikzijde gelegen. De lichaamskleur is grijs, soms met lichtere vlekjes, met 25 tot 35 donkere dwarsbanden.

## Levenswijze
Op het menu staan vissen, in het bijzonder palingachtigen, maar ook in zee levende ongewervelde dieren worden buitgemaakt. De vrouwtjes baren levende jongen, meestal 3 tot 5 per worp. De slang is giftig en wordt beschouwd als gevaarlijk voor mensen.

## Verspreiding en habitat
De soort komt voor in delen van de zeeën en landen Indische Oceaan, Golf van Thailand, Golf van Bengalen, Perzische Golf, Straat van Taiwan, Zuid-Chinese Zee (India, Pakistan, Sri Lanka, Vietnam, China, Oman, Verenigde Arabische Emiraten, Iran, Maleisië en Myanmar). De habitat bestaat uit ondiepe kuststreken met een zand en modderbodem os modderige bodems, ook in estuaria kan de slang worden gevonden. De slang kan zich tot meer dan dertig kilometer uit de kust ophouden. Hydrophis viperinus is aangetroffen tot een diepte van ongeveer 30 meter onder het zee-oppervlak.

## Beschermingsstatus
Door de internationale natuurbeschermingsorganisatie IUCN is de beschermingsstatus 'veilig' toegewezen (Least Concern of LC).